# Mistrzostwa Polski w rugby 7 (2017)
XXIII Mistrzostwa Polski Seniorów w Rugby 7 odbyły się 25 czerwca 2017 roku w Gdańsku w formie turnieju finałowego poprzedzonego sześcioma turniejami rozgrywanymi od września 2016 roku pełniącymi rolę eliminacji.
W przeciwieństwie do poprzedniej edycji walka o tytuł mistrza Polski miała zostać rozegrana dwuetapowym systemem – w pierwszej fazie zorganizowano sześć turniejów eliminacyjnych (trzy w roku 2016 i kolejne trzy wiosną 2017 roku), a czołowa dwunastka (zmniejszona następnie do dziesiątki) klasyfikacji generalnej awansowała do turnieju finałowego. W pierwszym turnieju eliminacyjnym zespoły były rozstawiane na podstawie wyników osiągniętych w poprzednim sezonie, w kolejnych zaś według miejsc zajętych w poprzedzających zawodach.
W czołowej trójce po eliminacjach znajdowały się zespoły Posnanii, Lechii i Budowlanych SA Łódź. Turniej finałowy został przeprowadzony 25 czerwca 2017 na stadionie lekkoatletyki i rugby w Gdańsku, zwyciężyła w nim drużyna Posnania kończąc tym samym siedmioletnią hegemonię Lechii, a najlepszym zawodnikiem turnieju został uznany przedstawiciel triumfatorów, Daniel Gdula.

## Eliminacje

### Turnieje eliminacyjne
| I Turniej: Unisław, 3 września 2016 1. Budowlani SA Łódź – 25 2. Orkan Sochaczew – 23 3. Lechia Gdańsk – 22 4. Posnania – 21 5. Juvenia Kraków – 20 6. Czarni Pruszcz Gdański – 19 7. Tytan Gniezno – 18 8. Ogniwo Sopot – 17 9. AZS-AWFiS Gdańsk – 16 10. Pogoń Siedlce – 15 11. Szarża Grudziądz – 14 12. Obeliks Bełchatów – 13 13. RK Unisław – 12 14. Rugby Team Olsztyn – 11 15. WSR Werewolves – 10 16. RK Szczecinek – 9 17. RK Toruń – 8 IV Turniej: Gdańsk, 28 maja 2017 1. Lechia Gdańsk – 25 2. Posnania – 23 3. Budowlani SA Łódź – 22 4. Tytan Gniezno – 21 5. Ogniwo Sopot – 20 6. Czarni Pruszcz Gdański – 19 7. AZS-AWFiS Gdańsk – 18 8. Obeliks Bełchatów – 17 9. Szarża Grudziądz – 16 10. Rugby Team Olsztyn – 15 11. WSR Werewolves – 14 | II Turniej: Siedlce, 25 września 2016 1. Posnania – 25 2. Budowlani SA Łódź – 23 3. Lechia Gdańsk – 22 4. Orkan Sochaczew – 21 5. Tytan Gniezno – 20 6. Czarni Pruszcz Gdański – 19 7. Juvenia Kraków – 18 8. Ogniwo Sopot – 17 9. Pogoń Siedlce – 16 10. Szarża Grudziądz – 15 11. AZS-AWFiS Gdańsk – 14 12. Rugby Team Olsztyn – 13 13. Obeliks Bełchatów – 12 14. WSR Werewolves – 11 15. RK Toruń – 10 V Turniej: Poznań, 4 czerwca 2017 1. Lechia Gdańsk – 25 2. Posnania – 23 3. Budowlani SA Łódź – 22 4. Tytan Gniezno – 21 5. Ogniwo Sopot – 20 6. AZS-AWFiS Gdańsk – 19 7. Szarża Grudziądz – 18 8. Obeliks Bełchatów – 17 9. Rugby Team Olsztyn – 16 10. WSR Werewolves – 15 | III Turniej: Gniezno, 16 października 2016 1. Tytan Gniezno – 25 2. Posnania – 23 3. Budowlani SA Łódź – 22 4. Lechia Gdańsk – 21 5. Czarni Pruszcz Gdański – 20 6. Ogniwo Sopot – 19 7. AZS-AWFiS Gdańsk – 18 8. Pogoń Siedlce – 17 9. Rugby Team Olsztyn – 16 10. Obeliks Bełchatów – 15 11. Szarża Grudziądz – 14 12. WSR Werewolves – 13 13. Kaskada Szczecin – 12 14. RK Toruń – 11 15. RK Szczecinek – 10 VI Turniej: Unisław, 16 czerwca 2017 1. Posnania – 25 2. Lechia Gdańsk – 23 3. Ogniwo Sopot – 22 4. Budowlani SA Łódź – 21 5. Tytan Gniezno – 20 6. AZS-AWFiS Gdańsk – 19 7. Kaskada Szczecin – 18 8. Obeliks Bełchatów – 17 9. Szarża Grudziądz – 16 10. Rugby Team Olsztyn – 15 11. WSR Werewolves – 14 |

### Klasyfikacja MPS 7 po 6 Turniejach
1. Posnania – 140/6
2. Lechia Gdańsk – 138/6
3. Budowlani SA Łódź – 135/6
4. Tytan Gniezno – 125/6
5. Ogniwo Sopot – 115/6
6. AZS-AWFiS Gdańsk – 104/6
7. Szarża Grudziądz – 93/6
8. Obeliks Bełchatów – 91/6
9. Rugby Team Olsztyn – 86/6
10. WSR Werewolves – 78/6
11. Czarni Pruszcz Gdański – 77/4
12. Pogoń Siedlce – 48/3
13. Orkan Sochaczew – 44/2
14. Juvenia Kraków – 38/2
15. Kaskada Szczecin – 30/2
16. RK Toruń – 29/3
17. RK Szczecinek – 18/2
18. RK Unisław – 12/1

## Faza grupowa

### Grupa A
| 25 czerwca 201711:20 | Tytan Gniezno | 12:33(0:12) | Ogniwo Sopot | Stadion GOKF, Gdańsk |
| 25 czerwca 201711:20 |               | 12:33(0:12) |              | Stadion GOKF, Gdańsk |

| 25 czerwca 201712:20 | Posnania | 14:7(14:0) | Tytan Gniezno | Stadion GOKF, Gdańsk |
| 25 czerwca 201712:20 |          | 14:7(14:0) |               | Stadion GOKF, Gdańsk |

| 25 czerwca 201713:20 | Posnania | 21:17(12:7) | Ogniwo Sopot | Stadion GOKF, Gdańsk |
| 25 czerwca 201713:20 |          | 21:17(12:7) |              | Stadion GOKF, Gdańsk |

### Grupa B
| 25 czerwca 201711:40 | Budowlani SA Łódź | 29:5(5:5) | AZS-AWFiS Gdańsk | Stadion GOKF, Gdańsk |
| 25 czerwca 201711:40 |                   | 29:5(5:5) |                  | Stadion GOKF, Gdańsk |

| 25 czerwca 201712:40 | Lechia Gdańsk | 17:5(12:0) | Budowlani SA Łódź | Stadion GOKF, Gdańsk |
| 25 czerwca 201712:40 |               | 17:5(12:0) |                   | Stadion GOKF, Gdańsk |

| 25 czerwca 201713:40 | Lechia Gdańsk | 49:12(28:5) | AZS-AWFiS Gdańsk | Stadion GOKF, Gdańsk |
| 25 czerwca 201713:40 |               | 49:12(28:5) |                  | Stadion GOKF, Gdańsk |

### Grupa C
| 25 czerwca 201711:00 | Szarża Grudziądz | 17:24(12:5) | WSR Werewolves | Stadion GOKF, Gdańsk |
| 25 czerwca 201711:00 |                  | 17:24(12:5) |                | Stadion GOKF, Gdańsk |

| 25 czerwca 201712:00 | Obeliks Bełchatów | 24:7(17:0) | Rugby Team Olsztyn | Stadion GOKF, Gdańsk |
| 25 czerwca 201712:00 |                   | 24:7(17:0) |                    | Stadion GOKF, Gdańsk |

| 25 czerwca 201713:00 | WSR Werewolves | 21:17(14:5) | Rugby Team Olsztyn | Stadion GOKF, Gdańsk |
| 25 czerwca 201713:00 |                | 21:17(14:5) |                    | Stadion GOKF, Gdańsk |

| 25 czerwca 201714:00 | Szarża Grudziądz | 7:33(7:21) | Obeliks Bełchatów | Stadion GOKF, Gdańsk |
| 25 czerwca 201714:00 |                  | 7:33(7:21) |                   | Stadion GOKF, Gdańsk |

| 25 czerwca 201715:00 | Obeliks Bełchatów | 39:0(24:0) | WSR Werewolves | Stadion GOKF, Gdańsk |
| 25 czerwca 201715:00 |                   | 39:0(24:0) |                | Stadion GOKF, Gdańsk |

| 25 czerwca 201715:40 | Rugby Team Olsztyn | 17:7(12:0) | Szarża Grudziądz | Stadion GOKF, Gdańsk |
| 25 czerwca 201715:40 |                    | 17:7(12:0) |                  | Stadion GOKF, Gdańsk |

## Faza pucharowa

### Mecze o miejsca 1–4
|  |                   |                   |               |                   |   |          |          |       |
|  | Półfinały         | Półfinały         | Półfinały     |                   |   | Finał    | Finał    | Finał |
|  | Półfinały         | Półfinały         | Półfinały     |                   |   | Finał    | Finał    | Finał |
|  | 25 czerwca 2017   |                   |               |                   |   |          |          |       |
|  |                   |                   |               |                   |   |          |          |       |
|  | Lechia Gdańsk     | Lechia Gdańsk     | 26            |                   |   |          |          |       |
|  | Lechia Gdańsk     | Lechia Gdańsk     | 26            | 25 czerwca 2017   |   |          |          |       |
|  | Ogniwo Sopot      | Ogniwo Sopot      | 7             |                   |   |          |          |       |
|  | Ogniwo Sopot      | Ogniwo Sopot      | 7             |                   |   | Posnania | Posnania | 17    |
|  | 25 czerwca 2017   |                   |               |                   |   | Posnania | Posnania | 17    |
|  |                   |                   | Lechia Gdańsk | Lechia Gdańsk     | 0 |          |          |       |
|  | Posnania          | Posnania          | Lechia Gdańsk | Lechia Gdańsk     | 0 | 26       |          |       |
|  | Posnania          | Posnania          |               |                   |   |          |          |       |
|  | Budowlani SA Łódź | Budowlani SA Łódź | 7             |                   |   |          |          |       |
|  | Budowlani SA Łódź | Budowlani SA Łódź | 7             | Mecz o 3. miejsce |   |          |          |       |
|  |                   |                   |               |                   |   |          |          |       |
|  | 25 czerwca 2017   |                   |               |                   |   |          |          |       |
|  |                   |                   |               |                   |   |          |          |       |
|  | Ogniwo Sopot      | Ogniwo Sopot      | 22            |                   |   |          |          |       |
|  | Ogniwo Sopot      | Ogniwo Sopot      | 22            |                   |   |          |          |       |
|  | Budowlani SA Łódź | Budowlani SA Łódź | 5             |                   |   |          |          |       |
|  | Budowlani SA Łódź | Budowlani SA Łódź | 5             |                   |   |          |          |       |

| 25 czerwca 201714:20 | Lechia Gdańsk | 26:7(21:0) | Ogniwo Sopot | Stadion GOKF, Gdańsk |
| 25 czerwca 201714:20 |               | 26:7(21:0) |              | Stadion GOKF, Gdańsk |

| 25 czerwca 201714:40 | Posnania | 26:7(21:0) | Budowlani SA Łódź | Stadion GOKF, Gdańsk |
| 25 czerwca 201714:40 |          | 26:7(21:0) |                   | Stadion GOKF, Gdańsk |

| 25 czerwca 201716:20 | Posnania | 17:0(12:0) | Lechia Gdańsk | Stadion GOKF, Gdańsk |
| 25 czerwca 201716:20 |          | 17:0(12:0) |               | Stadion GOKF, Gdańsk |

| 25 czerwca 201716:00 | Ogniwo Sopot | 22:5(5:5) | Budowlani SA Łódź | Stadion GOKF, Gdańsk |
| 25 czerwca 201716:00 |              | 22:5(5:5) |                   | Stadion GOKF, Gdańsk |

### Mecz o miejsca 5–6
| 25 czerwca 201715:20 | Tytan Gniezno | 21:12(14:0) | AZS-AWFiS Gdańsk | Stadion GOKF, Gdańsk |
| 25 czerwca 201715:20 |               | 21:12(14:0) |                  | Stadion GOKF, Gdańsk |

## Klasyfikacja końcowa
| Miejsce | Reprezentacja      |
| ------- | ------------------ |
| 1       | Posnania           |
| 2       | Lechia Gdańsk      |
| 3       | Ogniwo Sopot       |
| 4       | Budowlani SA Łódź  |
| 5       | Tytan Gniezno      |
| 6       | AZS-AWFiS Gdańsk   |
| 7       | Obeliks Bełchatów  |
| 8       | WSR Werewolves     |
| 9       | Rugby Team Olsztyn |
| 10      | Szarża Grudziądz   |